# Leichtathletik-Weltmeisterschaften 2023/Teilnehmer (Deutschland)
| Goldmedaillen | Silbermedaillen | Bronzemedaillen |
| ------------- | --------------- | --------------- |
| —             | —               | —               |

Der Leichtathletikverband von Deutschland nahm an den Leichtathletik-Weltmeisterschaften 2023 in Budapest teil. 79 Athletinnen und Athleten wurden vom deutschen Verband nominiert.

## Ergebnisse

### Männer

#### Laufdisziplinen
| Athlet                                                                                                   | Disziplin        | Vorlauf        | Vorlauf | Halbfinale | Halbfinale | Finale       | Finale |
| Athlet                                                                                                   | Disziplin        | Zeit           | Platz   | Zeit       | Platz      | Zeit         | Platz  |
| --- | ---------------- | -------------- | ------- | ---------- | ---------- | ------------ | ------ |
| Julian Wagner                                                                                            | 100 m            | 10,31 s        | 41      | DNQ        | DNQ        | –            | –      |
| Joshua Hartmann                                                                                          | 200 m            | 20,51 s        | 25      | DNQ        | DNQ        | –            | –      |
| Manuel Sanders                                                                                           | 400 m            | 45,34 s        | 24      | DNQ        | DNQ        | –            | –      |
| Amos Bartelsmeyer                                                                                        | 1500 m           | 3:35,44 min    | 21      | DNQ        | DNQ        | –            | –      |
| Sam Parsons                                                                                              | 5000 m           | 14:03,14 min   | 39      |            |            | DNQ          | DNQ    |
| Nils Voigt                                                                                               | 10.000 m         |                |         |            |            | 29:06,79 min | 21     |
| Joshua Abuaku                                                                                            | 400 m Hürden     | 48,32 s PB     | 3       | 48,39 s    | 8          | 48,53 s      | 8      |
| Emil Agyekum                                                                                             | 400 m Hürden     | 49,00 s        | 18      | 48,71 s PB | 15         | DNQ          | DNQ    |
| Constantin Preis                                                                                         | 400 m Hürden     | 49,45 s        | 26      | DNQ        | DNQ        | –            | –      |
| Karl Bebendorf                                                                                           | 3000 m Hindernis | 8:22,33 min    | 15      |            |            | DNQ          | DNQ    |
| Johannes Motschmann                                                                                      | Marathon         |                |         |            |            | 2:14:19 h    | 26     |
| Haftom Welday                                                                                            | Marathon         |                |         |            |            | 2:11:25 h    | 15     |
| Christopher Linke                                                                                        | 20 km Gehen      |                |         |            |            | 1:18:22 h NR | 5      |
| Christopher Linke                                                                                        | 35 km Gehen      |                |         |            |            | 2:25:35 h NR | 5      |
| Carl Dohmann                                                                                             | 35 km Gehen      |                |         |            |            | DNF          | DNF    |
| Karl Junghannß                                                                                           | 35 km Gehen      |                |         |            |            | 2:27:08 h PB | 9      |
| Kevin Kranz Lucas Ansah-Peprah Joshua Hartmann Yannick Wolf nicht im Einsatz: Robin Ganter Julian Wagner | 4 × 100 m        | DNF            | DNF     |            |            | DNQ          | DNQ    |
| Jean Paul Bredau Marvin Schlegel Marc Koch Manuel Sanders nicht im Einsatz: Fabian Dammermann            | 4 × 400 m        | 3:00,67 min SB | 11      |            |            | DNQ          | DNQ    |

#### Sprung/Wurf
| Athlet                | Disziplin      | Qualifikation        | Qualifikation        | Finale               | Finale               |
| Athlet                | Disziplin      | Weite/Höhe           | Platz                | Weite/Höhe           | Platz                |
| --------------------- | -------------- | -------------------- | -------------------- | -------------------- | -------------------- |
| Tobias Potye          | Hochsprung     | 2,28 m               | 8                    | 2,33 m               | 5                    |
| Max Heß               | Dreisprung     | 16,48 m              | 18                   | DNQ                  | DNQ                  |
| Gillian Ladwig        | Stabhochsprung | 5,35 m               | 22                   | DNQ                  | DNQ                  |
| Bo Kanda Lita Baehre* | Stabhochsprung | nicht auf Startliste | nicht auf Startliste | nicht auf Startliste | nicht auf Startliste |
| Oleg Zernikel         | Stabhochsprung | 5,70 m SB            | 14                   | DNQ                  | DNQ                  |
| Henrik Janssen        | Diskuswurf     | 63,79 m              | 11                   | 63,80 m              | 8                    |
| Daniel Jasinski       | Diskuswurf     | 63,36 m              | 17                   | DNQ                  | DNQ                  |
| Steven Richter        | Diskuswurf     | 63,37 m              | 16                   | DNQ                  | DNQ                  |
| Merlin Hummel         | Hammerwurf     | NM                   | NM                   | DNQ                  | DNQ                  |
| Sören Klose           | Hammerwurf     | 72,23 m              | 22                   | DNQ                  | DNQ                  |
| Julian Weber          | Speerwurf      | 82,39 m              | 4                    | 85,79 m              | 4                    |

#### Zehnkampf
| Athlet         | Disziplin | 100 m      | Weitsprung | Kugelstoßen | Hochsprung | 400 m   | 110 m Hürden | Diskuswurf | Stabhochsprung | Speerwurf  | 1500 m         | Punkte | Platz |
| -------------- | --------- | ---------- | ---------- | ----------- | ---------- | ------- | ------------ | ---------- | -------------- | ---------- | -------------- | ------ | ----- |
| Manuel Eitel   | Ergebnis  | 10,44 s    | 7,14 m     | 14,85 m     | 1,99 m     | 48,47 s | 14,39 s      | 41,30 m    | 4,70 m         | 60,12 m    | 4:33,70 min PB | 8191   | 11    |
| Manuel Eitel   | Platz     | 3          | 17         | 13          | 13         | 11      | 9            | 16         | 13             | 10         | 10             | 8191   | 11    |
| Manuel Eitel   | Punkte    | 989        | 847        | 780         | 794        | 886     | 925          | 691        | 819            | 740        | 720            | 8191   | 11    |
| Niklas Kaul    | Ergebnis  | 11,20 s SB | 7,16 m     | 14,85 m SB  | 2,02 m     | DNF     | DNF          | DNF        | DNF            | DNF        | DNF            | DNF    | DNF   |
| Niklas Kaul    | Platz     | 23         | 16         | 12          | 6          | DNF     | DNF          | DNF        | DNF            | DNF        | DNF            | DNF    | DNF   |
| Niklas Kaul    | Punkte    | 817        | 852        | 780         | 822        | DNF     | DNF          | DNF        | DNF            | DNF        | DNF            | DNF    | DNF   |
| Leo Neugebauer | Ergebnis  | 10,69      | 8,00 m PB  | 17,04 m PB  | 2,02 m     | 47,99 s | 14,75 s      | 47,63 m    | 5,10 m         | 57,95 m PB | 4:43,93 min SB | 8645   | 5     |
| Leo Neugebauer | Platz     | 10         | 1          | 1           | 10         | 7       | 14           | 6          | 5              | 14         | 14             | 8645   | 5     |
| Leo Neugebauer | Punkte    | 931        | 1061       | 916         | 822        | 910     | 880          | 821        | 941            | 707        | 656            | 8645   | 5     |

### Frauen

#### Laufdisziplinen
| Athletin                                                                                                | Disziplin        | Vorlauf              | Vorlauf              | Halbfinale           | Halbfinale           | Finale               | Finale               |
| Athletin                                                                                                | Disziplin        | Zeit                 | Platz                | Zeit                 | Platz                | Zeit                 | Platz                |
| --- | ---------------- | -------------------- | -------------------- | -------------------- | -------------------- | -------------------- | -------------------- |
| Rebekka Haase                                                                                           | 100 m            | 11,43 s              | 36                   | DNQ                  | DNQ                  | –                    | –                    |
| Gina Lückenkemper                                                                                       | 100 m            | 11,21 s              | 21                   | 11,18 s              | 16                   | DNQ                  | DNQ                  |
| Christina Hering                                                                                        | 800 m            | 2:00,06 min SB       | 14                   | 2:01,66 min          | 22                   | DNQ                  | DNQ                  |
| Majtie Kolberg                                                                                          | 800 m            | 2:01,41 min          | 41                   | DNQ                  | DNQ                  | –                    | –                    |
| Katharina Trost*                                                                                        | 1500 m           | nicht auf Startliste | nicht auf Startliste | nicht auf Startliste | nicht auf Startliste | nicht auf Startliste | nicht auf Startliste |
| Konstanze Klosterhalfen*                                                                                | 5000 m           | nicht auf Startliste | nicht auf Startliste | nicht auf Startliste | nicht auf Startliste | nicht auf Startliste | nicht auf Startliste |
| Lea Meyer*                                                                                              | 5000 m           | nicht auf Startliste | nicht auf Startliste | nicht auf Startliste | nicht auf Startliste | nicht auf Startliste | nicht auf Startliste |
| Eileen Demes                                                                                            | 400 m Hürden     | 55,29 s PB           | 22                   | 56,71 s              | 24                   | DNQ                  | DNQ                  |
| Carolina Krafzik                                                                                        | 400 m Hürden     | 54,53 s              | 9                    | 54,58 s              | 13                   | DNQ                  | DNQ                  |
| Olivia Gürth                                                                                            | 3000 m Hindernis | 9:24,28 min PB       | 15                   |                      |                      | 9:20,08 min          | 14                   |
| Lea Meyer*                                                                                              | 3000 m Hindernis | nicht auf Startliste | nicht auf Startliste | nicht auf Startliste | nicht auf Startliste | nicht auf Startliste | nicht auf Startliste |
| Melat Kejeta                                                                                            | Marathon         |                      |                      |                      |                      | 2:29:04 h            | 11                   |
| Saskia Feige                                                                                            | 20 km Gehen      |                      |                      |                      |                      | 1:34:49 h            | 29                   |
| Bianca Maria Dittrich                                                                                   | 35 km Gehen      |                      |                      |                      |                      | 3:03:05 h            | 29                   |
| Louise Wieland Sina Mayer Gina Lückenkemper Rebekka Haase nicht eingesetzt: Chelsea Kadiri Lisa Nippgen | 4 × 100 m        | 42,78 s SB           | 9                    |                      |                      | 42,98 s              | 6                    |
| Luna Thiel Alica Schmidt Mona Mayer Carolina Krafzik nicht eingesetzt: Elisa Lechleitner Skadi Schier   | 4 × 400 m        | 3:27,74 min SB       | 10                   |                      |                      | DNQ                  | DNQ                  |

#### Sprung/Wurf
| Athletin         | Disziplin      | Qualifikation | Qualifikation | Finale     | Finale |
| Athletin         | Disziplin      | Weite/Höhe    | Platz         | Weite/Höhe | Platz  |
| ---------------- | -------------- | ------------- | ------------- | ---------- | ------ |
| Christina Honsel | Hochsprung     | 1,89 m        | 12            | 1,94 m     | 8      |
| Johanna Göring   | Hochsprung     | 1,85 m        | 23            | DNQ        | DNQ    |
| Mikaelle Assani  | Weitsprung     | 6,47 m        | 20            | DNQ        | DNQ    |
| Maryse Luzolo    | Weitsprung     | 6,66 m        | 10            | 6,58 m     | 9      |
| Kira Wittmann    | Dreisprung     | 13,64 m       | 26            | DNQ        | DNQ    |
| Anjuli Knäsche   | Stabhochsprung | 4,35 m        | 27            | DNQ        | DNQ    |
| Sara Gambetta    | Kugelstoßen    | 18,70 m       | 9             | 18,71 m    | 12     |
| Yemisi Ogunleye  | Kugelstoßen    | 19,44 m PB    | 3             | 18,97 m    | 10     |
| Julia Ritter     | Kugelstoßen    | 18,41 m SB    | 15            | DNQ        | DNQ    |
| Shanice Craft    | Diskuswurf     | 63,42 m       | 6             | 65,47 m    | 7      |
| Kristin Pudenz   | Diskuswurf     | 62,71 m       | 10            | 65,96 m    | 6      |
| Claudine Vita    | Diskuswurf     | 64,51 m       | 4             | 63,19 m    | 10     |

#### Siebenkampf
| Athletin          | Disziplin | 100 m Hürden | Hochsprung | Kugelstoßen | 200 m | Weitsprung | Speerwurf | 800 m   | Punkte | Platz |
| ----------------- | --------- | ------------ | ---------- | ----------- | ----- | ---------- | --------- | ------- | ------ | ----- |
| Vanessa Grimm     | Ergebnis  | 14,00        | 1,74       | 14,43       | 24,91 | 6,10       | 42,08     | 2:14,36 | 6088   | 14    |
| Vanessa Grimm     | Punkte    | 978          | 903        | 823         | 895   | 880        | 707       | 902     | 6088   | 14    |
| Carolin Schäfer   | Ergebnis  | 13,60        | 1,77       | 13,98       | DNS   | DNF        | DNF       | DNF     | DNF    | DNF   |
| Carolin Schäfer   | Punkte    | 1036         | 941        | 793         | 0     | DNF        | DNF       | DNF     | DNF    | DNF   |
| Sophie Weißenberg | Ergebnis  | 1358         | 1,86       | 13,97       | 23,88 | 6,10       | 48,51     | 2:18,03 | 6438   | 7     |
| Sophie Weißenberg | Punkte    | 1039         | 1054       | 792         | 992   | 880        | 831       | 850     | 6438   | 7     |

### Mixed

#### Laufdisziplinen
| Athletin/Athlet | Disziplin | Vorlauf        | Vorlauf | Finale      | Finale |
| Athletin/Athlet | Disziplin | Zeit           | Platz   | Zeit        | Platz  |
| --- | --------- | -------------- | ------- | ----------- | ------ |
| Jean Paul Bredau (m) Manuel Sanders (m) Skadi Schier (w) (nur im Vorlauf) Alica Schmidt (w) Elisa Lechleitner (w) (Finale) | 4 × 400 m | 3:12,25 min SB | 7       | 3:14,27 min | 7      |

* WM-Absage aufgrund von Krankheit oder Verletzung